# Recombinant-DNA-geneesmiddel
Een recombinant-DNA-geneesmiddel is in de regel een eiwit van menselijke oorsprong. Dergelijke eiwitten kunnen door gemodificeerde bacteriën of gekweekte cellen geproduceerd worden. Om dit mogelijk te maken bevatten deze bacteriën of cellen een kopie van een menselijk gen in de vorm van recombinant DNA. Dit gen bevat de code voor het aanmaken van  het menselijke eiwit.
Voordat een recombinant menselijk eiwit als geneesmiddel ingezet kan worden moet het goed gezuiverd en gecontroleerd worden. Dit maakt recombinant-DNA-geneesmiddelen kostbaar. Wanneer zo een kostbaar medicijn voor weinig patiënten geproduceerd wordt, spreekt men van een weesgeneesmiddel.